# جامعة شرق أوكرانيا الوطنية
جامعة شرق أوكرانيا الوطنية بأسم فلاديمير دال (باللغة الأوكرانية : Східноукраїнський національний університет імені Володимира Даля) في مدينة لوهانسك أوبلاست شرق أوكرانيا وهي إحدى الجامعات الرصينة وتدرس باللغة الأوكرانية والروسية واللغة الأنكليزية ونقلت إلى مدينة سيفردونتسك بعد عام 2014 بمرسوم من وزارة التربية والتعليم والعلوم الأوكرانية بسبب الحرب .

## تاريخ تأسيس وتطوير الجامعة
أسست بتأريخ 27 مارس 1920 بأسم كلية لوهانسك الشعبية وفي نهاية عام 1920 أعيدت التسمية واصبحت كلية لوهانسك التقنية المسائية وكانت في ذلك الوقت تعتبر في المركز الأول في منطقة الدونباس وكانت تضم أقسام الهندسة الكهربائية والميكانيكية وفي عام 1930 أعيد تنظيمها وأصبحت معهد لوهانسك للهندسة وتم استحداث قسم البناء والانشائات .
وتم نقلها إلى أومسك بسبب الحرب السوفيتية الألمانية واصبحت تحت مسمى معهد أومسك للهندسة 16 نوفمبر 1942
وأعيد بنائها بعد الحرب عام 1960 بأسم معهد لوهانسك المسائي للهندسة وفي عام 2000 منحت وضع المؤسسة المستقلة للتعليم العالي والبحوث العلمية .
.
.

## الكليات
1. الثقافة
2. فلسفة
3. الصحافة
4. التاريخ
5. فقه
6. علم النفس
7. علم الاجتماع
8. السياسة
9. الاقتصاد
10. إدارة
11. السياحة
12. الحقوق
13. الفيزياء
14. الفيزياء التطبيقية
15. البيئة
16. الرياضيات التطبيقية
17. ميكانيك
18. علوم الحاسوب
19. هندسة المواد
20. الهندسة الميكانيكية
21. تعدين
22. الكهربائية
23. نظام حاسوب، هندسة وإدارة
24. هندسة حاسوب
25. الصناعة الخفيفة
26. بناء